# Abatacept
Abatacept (Orencia) fuzioni protein je koji se sastoji od Fc regiona imunoglobulina IgG1 spojenog sa ekstracelularnim domenom CTLA-4. Ovaj molekul ima veću sposobnost vezivanja za CD80 (B7-1) nego za CD86 (B7-2). Abatacept je selektivni kostimulationi modulator koji inhibira kostimulaciju T ćelija. On se koristi za lečenje reumatoidnog artritisa u slučaju neadekvatnog responsa na anti-TNFα terapiju.

## Literatura
- Hardman JG, Limbird LE, Gilman AG (2001). Goodman & Gilman's The Pharmacological Basis of Therapeutics (10. изд.). New York: McGraw-Hill. ISBN 0071354697. doi:10.1036/0071422803.
- Thomas L. Lemke; David A. Williams, ур. (2007). Foye's Principles of Medicinal Chemistry (6. изд.). Baltimore: Lippincott Willams & Wilkins. ISBN 0781768799.

## Spoljašnje veze
|  | Molimo Vas, obratite pažnju na važno upozorenje u vezi sa temama iz oblasti medicine (zdravlja). |